# 1988年4月8日の大雪
1988年4月8日の大雪（1988ねん4がつ8にちのおおゆき）では、1988年4月8日に、東日本において発生した季節外れの大雪について述べる。東京では4月としては1908年以来80年ぶりとなる積雪9センチメートルを記録した。

## 概要
1988年4月8日、南岸低気圧と強い寒気の影響で、前日からの雨が雪となり、関東甲信地方は季節外れの大雪に見舞われた。各地の積雪は、東京都心では9センチメートル（4月としては歴代2位）、秩父で19センチメートル、横浜で7センチメートルなどとなっている。埼玉県で1人が死亡し、東京都や神奈川県などで60人以上の負傷者が出た。陸便の運休や遅延、空便の欠航、高速道路の通行止めなどの交通障害も相次いだ。この年は4月2日に桜が開花したため、満開直前の桜の枝が、雪により折れたという。

## 各地の積雪量 (cm)
東京9 横浜7 熊谷6 秩父19 日光42（降雪50） 前橋5 白河23 福島11 軽井沢35 松本12 諏訪20 甲府5 河口湖37

## 被害状況
被害は、関東甲信地方と東北地方南部に及んだ。
- 死者1名[6]
- 負傷者69名
- 通信施設被害5818回線
- 農業被害17億6865万円
- 停電13316戸等